# لوسدوین
لوسدوین (به هلندی: Loosduinen) یک منطقهٔ مسکونی در هلند است که در لاهه واقع شده‌است. لوسدوین ۴۸٬۱۰۱ نفر جمعیت دارد.